# Can Timbales
Can Timbales és un edifici del municipi de Vilassar de Mar (Maresme) que forma part de l'Inventari del Patrimoni Arquitectònic de Catalunya.

## Descripció
És un edifici civil aïllat per les quatre façanes. Consta d'una planta baixa, un pis i un terrat transitable tancat per baranes de pedra. Des del carrer s'accedeix directament al pis de l'edifici a través d'una petita escala, de manera que els baixos queden semi-soterrats. En el conjunt destaquen especialment els elements de la façana, la porta principal i dos petits balcons, així com els esgrafiats que decoren el cos central i el coronen en la part superior, juntament amb una antefixa de tipus ornamental. La cornisa de l'edifici presenta un voladís bastant pronunciat i està suportada per mènsules, a la part inferior hi ha una sanefa decorada amb esgrafiats. Hi ha un petit pati frontal per sota el nivell del carrer i un jardí lateral amb una marquesina adossada al mur.